# Philosepedon fratruelis
Philosepedon fratruelis är en tvåvingeart som beskrevs av Quate 1962. Philosepedon fratruelis ingår i släktet Philosepedon och familjen fjärilsmyggor. Inga underarter finns listade i Catalogue of Life.